# Championnats du monde de triathlon 2010
Navigation
Édition précédente Édition suivante
Les Championnats du monde de triathlon 2010 sont composés de 8 courses organisées par la Fédération internationale de triathlon (ITU) dont 1 grande finale à Budapest. Chacune des courses est disputée au format olympique soit 1 500 m de natation, 40 km de cyclisme et 10 km de course à pied. 

## Calendrier
| Date           | Ville             | Pays         |
| -------------- | ----------------- | ------------ |
| 11 avril       | Sydney            | Australie    |
| 8 mai          | Séoul             | Corée du Sud |
| 5-6 juin       | Madrid            | Espagne      |
| 17-18 juillet  | Hambourg          | Allemagne    |
| 24-25 juillet  | Londres           | Royaume-Uni  |
| 14-15 août     | Kitzbühel         | Autriche     |
| 8-12 septembre | Budapest (Finale) | Hongrie      |

## Résultats

### Sydney
| Position | Hommes                | Hommes           | Hommes          | Femmes               | Femmes           | Femmes          |
| Position | Nom                   | Pays             | Temps           | Nom                  | Pays             | Temps           |
| -------- | --------------------- | ---------------- | --------------- | -------------------- | ---------------- | --------------- |
|          | Bevan Docherty        | Nouvelle-Zélande | 1 h 51 min 27 s | Barbara Riveros Diaz | Chili            | 2 h 04 min 19 s |
|          | Alexander Bryukhankov | Russie           | 1 h 51 min 33 s | Andrea Hewitt        | Nouvelle-Zélande | 2 h 04 min 19 s |
|          | David Hauss           | France           | 1 h 51 min 34 s | Emma Moffatt         | Australie        | 2 h 04 min 20 s |

### Séoul
| Position | Hommes            | Hommes    | Hommes          | Femmes               | Femmes    | Femmes          |
| Position | Nom               | Pays      | Temps           | Nom                  | Pays      | Temps           |
| -------- | ----------------- | --------- | --------------- | -------------------- | --------- | --------------- |
|          | Jan Frodeno       | Allemagne | 1 h 51 min 49 s | Daniela Ryf          | Suisse    | 2 h 00 min 59 s |
|          | Courtney Atkinson | Australie | 1 h 51 min 50 s | Barbara Riveros Diaz | Chili     | 2 h 01 min 02 s |
|          | Brad Kahlefeldt   | Australie | 1 h 52 min 17 s | Emma Moffatt         | Australie | 2 h 01 min 04 s |

### Madrid
| Position | Hommes            | Hommes      | Hommes          | Femmes          | Femmes      | Femmes          |
| Position | Nom               | Pays        | Temps           | Nom             | Pays        | Temps           |
| -------- | ----------------- | ----------- | --------------- | --------------- | ----------- | --------------- |
|          | Alistair Brownlee | Royaume-Uni | 1 h 52 min 41 s | Nicola Spirig   | Suisse      | 2 h 06 min 00 s |
|          | Courtney Atkinson | Australie   | 1 h 52 min 51 s | Emmie Charayron | France      | 2 h 06 min 05 s |
|          | Sven Riederer     | Suisse      | 1 h 53 min 07 s | Helen Jenkins   | Royaume-Uni | 2 h 06 min 09 s |

### Hambourg
| Position | Hommes       | Hommes      | Hommes          | Femmes          | Femmes    | Femmes          |
| Position | Nom          | Pays        | Temps           | Nom             | Pays      | Temps           |
| -------- | ------------ | ----------- | --------------- | --------------- | --------- | --------------- |
|          | Javier Gómez | Espagne     | 1 h 43 min 07 s | Lisa Nordén     | Suède     | 1 h 53 min 53 s |
|          | Jan Frodeno  | Allemagne   | 1 h 43 min 23 s | Emma Moffatt    | Australie | 1 h 53 min 53 s |
|          | Tim Don      | Royaume-Uni | 1 h 43 min 57 s | Aileen Morrison | Irlande   | 1 h 53 min 55 s |

### Londres
| Position | Hommes            | Hommes      | Hommes          | Femmes        | Femmes      | Femmes          |
| Position | Nom               | Pays        | Temps           | Nom           | Pays        | Temps           |
| -------- | ----------------- | ----------- | --------------- | ------------- | ----------- | --------------- |
|          | Javier Gómez      | Espagne     | 1 h 42 min 08 s | Paula Findlay | Canada      | 1 h 51 min 48 s |
|          | Jonathan Brownlee | Royaume-Uni | 1 h 42 min 14 s | Nicola Spirig | Suisse      | 1 h 51 min 51 s |
|          | Jan Frodeno       | Allemagne   | 1 h 42 min 30 s | Helen Jenkins | Royaume-Uni | 1 h 51 min 53 s |

### Kitzbühel
| Position | Hommes       | Hommes      | Hommes          | Femmes        | Femmes           | Femmes          |
| Position | Nom          | Pays        | Temps           | Nom           | Pays             | Temps           |
| -------- | ------------ | ----------- | --------------- | ------------- | ---------------- | --------------- |
|          | Stuart Hayes | Royaume-Uni | 1 h 52 min 32 s | Paula Findlay | Canada           | 2 h 03 min 03 s |
|          | Javier Gómez | Espagne     | 1 h 53 min 04 s | Lisa Nordén   | Suède            | 2 h 03 min 06 s |
|          | Jan Frodeno  | Allemagne   | 1 h 53 min 21 s | Andrea Hewitt | Nouvelle-Zélande | 2 h 03 min 10 s |

### Finale: Budapest
| Position | Hommes            | Hommes      | Hommes          | Femmes        | Femmes    | Femmes          |
| Position | Nom               | Pays        | Temps           | Nom           | Pays      | Temps           |
| -------- | ----------------- | ----------- | --------------- | ------------- | --------- | --------------- |
|          | Alistair Brownlee | Royaume-Uni | 1 h 42 min 26 s | Emma Snowsill | Australie | 1 h 49 min 42 s |
|          | Javier Gómez      | Espagne     | 1 h 42 min 30 s | Emma Moffatt  | Australie | 1 h 51 min 25 s |
|          | Steffen Justus    | Allemagne   | 1 h 43 min 04 s | Nicola Spirig | Suisse    | 1 h 51 min 27 s |

## Classements généraux

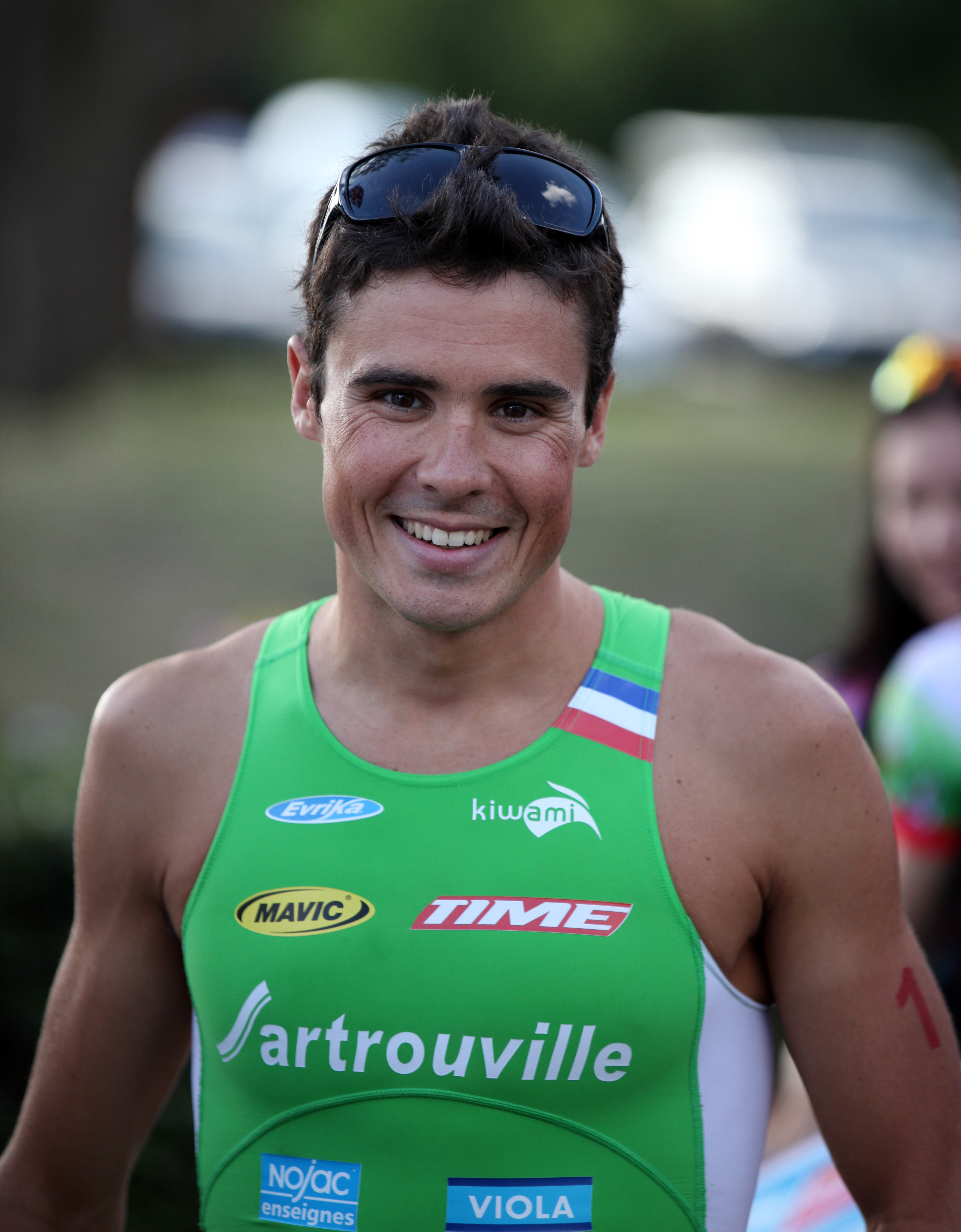
Javier Gómez – Champion du Monde (2008 et 2010)

| Rang | Nom                   | Points |
| ---- | --------------------- | ------ |
| 1    | Javier Gómez          | 3789   |
| 2    | Steffen Justus        | 3139   |
| 3    | Brad Kahlefeldt       | 3112   |
| 4    | Jan Frodeno           | 2963   |
| 5    | João Silva            | 2649   |
| 6    | Alistair Brownlee     | 2435   |
| 7    | Sven Riederer         | 2405   |
| 8    | Alexander Bryukhankov | 2388   |
| 9    | David Hauss           | 2191   |
| 10   | Courtney Atkinson     | 2096   |

| Rang | Nom           | Points |
| ---- | ------------- | ------ |
| 1    | Emma Moffatt  | 3806   |
| 2    | Nicola Spirig | 3413   |
| 3    | Lisa Nordén   | 3390   |
| 4    | Helen Jenkins | 3184   |
| 5    | Paula Findlay | 3016   |
| 6    | Andrea Hewitt | 2877   |
| 7    | Kate Roberts  | 2731   |
| 8    | Vicky Holland | 2652   |
| 9    | Mariko Adachi | 2577   |
| 10   | Laura Bennett | 2536   |

## Autres

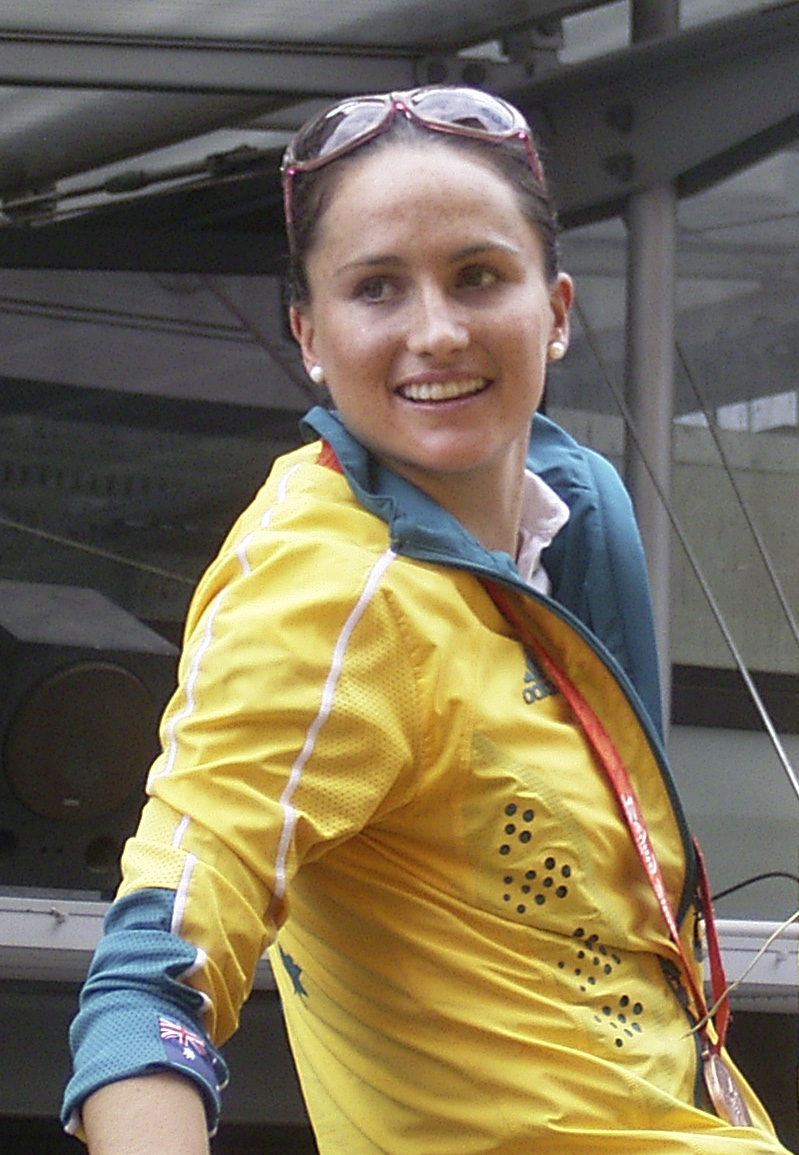
Emma Moffatt – Championne du Monde (2009 et 2010)

### Championnats du Monde "Espoir"
| Rang | Nom               | Temps           |
| ---- | ----------------- | --------------- |
| 1    | Jonathan Brownlee | 1 h 44 min 24 s |
| 2    | Ryan Sissons      | 1 h 44 min 52 s |
| 3    | Franz Loeschke    | 1 h 44 min 53 s |

| Rang | Nom               | Temps           |
| ---- | ----------------- | --------------- |
| 1    | Emma Jackson      | 1 h 58 min 07 s |
| 2    | Kirsten Sweetland | 1 h 58 min 59 s |
| 3    | Emmie Charayron   | 1 h 59 min 19 s |

### Championnats du Monde "Junior"
| Rang | Nom             | Temps       |
| ---- | --------------- | ----------- |
| 1    | Fernando Alarza | 52 min 15 s |
| 2    | Thomas Bishop   | 52 min 17 s |
| 3    | Kevin McDowell  | 52 min 22 s |

| Rang | Nom             | Temps       |
| ---- | --------------- | ----------- |
| 1    | Ashleigh Gentle | 57 min 47 s |
| 2    | Charlotte Bauer | 58 min 52 s |
| 3    | Joanna Brown    | 59 min 07 s |